# Лази монтерські
Ла́зи монте́рські ЛМ-3У
Призначені для підйому на залізобетонні опори трапецієдального перетину типу СВ-105 ліній електропередавання 10 кВ і типу СВ-95 ліній електропередавання 0,4 кВ та роботи на них. Лази комплектуються змінними твердосплавними шипами, що виключають прослизання навіть на мокрих і зледенілих опорах. Всі лази укомплектовані двошаровими ременями з натуральної шкіри. Лази мають самовстановлення шипів за профілем опори, а також регулювання розкривання лаз.
Характеристики
| Робоче навантаження на кожен лаз | до 140 кг, на ремені - до 70 кг |
| Вага комплекту                   | 4,0 +0,4 кг                     |
| Габаритні розміри                | 482-522 × 150× 174-214 мм       |